# Twenty Twelve
Twenty Twelve est une série télévisée britannique créée par John Morton et diffusée du 14 mars 2011 au 24 juillet 2012 sur BBC Four.
La série aborde sous l'angle humoristique d'un faux documentaire la préparation des Jeux olympiques de 2012. Elle a fait l'objet d'une suite, intitulée W1A, où Hugh Bonneville et Jessica Hynes reprennent leurs rôles dans leurs nouvelles fonctions au sein de la BBC.
La série est inédite dans tous les pays francophones.

## Synopsis
Ian Fletcher est le chef de la fictive Olympic Deliverance Commission (ODC), un organisme gouvernemental chargé d'organiser les Jeux olympiques de Londres en 2012. Cependant, malgré une équipe pleine de bonnes intentions, les problèmes logistiques, les erreurs humaines, les difficultés d'infrastructures et différentes bourdes entravent souvent la bonne marche des opérations.

## Fiche technique
- Titre original : Twenty Twelve
- Création : John Morton
- Réalisation : John Morton
- Scénario : John Morton
- Production : Paul Schlesinger, Jon Plowman (en)
- Sociétés de production : BBC
- Distribution : BBC Four
- Pays d'origine :  Royaume-Uni
- Langue originale : anglais
- Genre : Comédie
- Durée : 30 minutes

## Distribution
- Hugh Bonneville : Ian Fletcher
- Amelia Bullmore : Kay Hope
- Olivia Colman : Sally Owen
- Vincent Franklin : Nick Jowett
- Jessica Hynes : Siobhan Sharpe
- Karl Theobald : Graham Hitchins
- Morven Christie : Fi Healey
- Samuel Barnett : Daniel Stroud

- David Tennant : le narrateur

## Épisodes

### Première saison (2011)
1. Countdown
2. Visitors From Rio
3. Roman Remains
4. Raising The Bar
5. Cultural Curator
6. Equestrian Controversy

### Deuxième saison (2012)
1. Boycott – Part 1
2. Boycott – Part 2
3. Clarence House
4. The Rapper
5. Catastrophisation
6. Inclusivity Day
7. Loose Ends

## Accueil
La série a reçu un accueil relativement positif, les critiques saluant la satire et le format du faux documentaire, ainsi que les rôles principaux,. Twenty Twelve a été comparée à The Thick of It, une satire politique produite par la BBC de 2005 à 2012, les commentateurs s'accordant à dire que Twenty Twelve était plus modéré que  The Thick of It. Un critique du Guardian a notamment déclaré à propos du caméo de Sebastian Coe qu'« il était peu probable que les personnalités politiques fassent la queue pour apparaître dans  The Thick of It. »

## Distinctions

### Récompenses
- British Academy Television Awards 2013 :
  - Meilleure sitcom
  - Meilleure interprétation féminine dans un rôle comique pour Olivia Colman

### Nominations
- British Academy Television Awards 2012 :
  - Meilleure interprétation masculine dans un rôle comique pour Hugh Bonneville
  - Meilleure interprétation féminine dans un rôle comique pour Olivia Colman

- British Academy Television Awards 2013 :
  - Meilleure interprétation masculine dans un rôle comique pour Hugh Bonneville
  - Meilleure interprétation féminine dans un rôle comique pour Jessica Hynes
  - Meilleur scénariste pour John Morton